# Druivenkoers
Der Druivenkoers, auch Druivenkoers Overijse, ist ein Straßenradrennen für Junioren und Juniorinnen in Belgien.
Der Druivenkoers wurde seit 1961 als Eintagesrennen für Männer ausgetragen und zählte von 2005 bis 2024 zur UCI Europe Tour in der Kategorie 1.1. Im März 2025 gaben die Organisatoren das Aus für das Rennen in der Elite bekannt. Als Grund wurden häufige Verschiebungen des Termins genannt, die es den Teams schwer gemacht haben für das Rennen zu planen, was sich zunehmend auf die Starterliste auswirkte. Stattdessen werden ab 2025 jeweils ein Rennen für Junioren und Juniorinnen ausgetragen, an denen zunehmender Bedarf und Interesse bestehen. Zudem passen die Rennen in das Image von Overijse, das seit 2024 das Label kinderfreundliche Stadt trägt.
Die Strecke führt durch und um die belgische Stadt Overijse in der Druivenstreek, in der zur gleichen Zeit auch das sogenannte Druivenfeest stattfindet. Winterliches Pendant ist das Querfeldeinrennen Druivencross, ebenfalls in Overijse.

## Palmarès
| Jahr | Sieger                      | Zweiter                | Dritter                |
| ---- | --------------------------- | ---------------------- | ---------------------- |
| 1961 | Ludo Janssens               | Michel Symens          | Jozef Lemmens          |
| 1962 | Jos de Wit                  | Jozef Lemmens          | Jozef Schils           |
| 1963 | Henri De Wolf               | Theo Mertens           | Noël De Pauw           |
| 1964 | Willy Van den Eynde         | Robert Lelangue        | Emiel Verheyden        |
| 1965 | Joseph Spruyt               | Jan Nolmans            | Noël De Pauw           |
| 1966 | Eddy Merckx                 | Camiel Vyncke          | Romain Robben          |
| 1967 | Alfons De Bal               | Lucien Willekens       | Jan Nolmans            |
| 1968 | John Schepers               | Jan Harings            | Herman Vrancken        |
| 1969 | Antoon Houbrechts           | Frans Verbeeck         | Martin Van Den Bossche |
| 1970 | Roger De Vlaeminck          | Martin Van Den Bossche | Frans Verbeeck         |
| 1971 | Georges Pintens             | Eric Leman             | Txomin Perurena        |
| 1972 | Roger De Vlaeminck          | Roger Rosiers          | Jean-Pierre Berckmans  |
| 1973 | Roger Swerts                | Gustaaf Hermans        | Antoon Houbrechts      |
| 1974 | Roger De Vlaeminck          | Jean Van der Stappen   | Michael Wright         |
| 1975 | Eddy Merckx                 | André Dierickx         | Roger De Vlaeminck     |
| 1976 | Joseph Bruyère              | Victor Van Schil       | Ludo Van Staeyen       |
| 1977 | Frans Verbeeck              | Jacques Martin         | Enrico Paolini         |
| 1978 | Roger De Vlaeminck          | Ferdi Van Den Haute    | Walter Dalgal          |
| 1979 | Ludo Peeters                | Frank Hoste            | Eric Van De Wiele      |
| 1980 | Alfons De Wolf              | Rudy Pevenage          | Keith Lambert          |
| 1981 | Rudy Pevenage               | Roger De Cnijf         | Jostein Wilmann        |
| 1982 | Guido Van Calster           | Jonathan Boyer         | Walter Dalgal          |
| 1983 | Walter Dalgal               | René Martens           | Patrick Onnockx        |
| 1984 | Jean-Marie Wampers          | Ronny Van Holen        | William Tackaert       |
| 1985 | Rudy Dhaenens               | Dirk Demol             | Marc Sergeant          |
| 1986 | Marc Somers                 | Patrick Onnockx        | Marc Maertens          |
| 1987 | Adrie van der Poel          | Gert Jakobs            | Noël Segers            |
| 1988 | Marc Sergeant               | Luc Roosen             | Herman Frison          |
| 1989 | Carlo Bomans                | Dirk De Wolf           | Peter De Clercq        |
| 1990 | Dirk De Wolf                | Rudy Dhaenens          | Frans Maassen          |
| 1991 | Ronny Van Holen             | Jan Mattheus           | Wilco Zuijderwijk      |
| 1992 | Wjatscheslaw Jekimow        | Andy Bishop            | Dirk De Wolf           |
| 1993 | Herman Frison               | Andreï Tchmil          | Johan Museeuw          |
| 1994 | Johan Museeuw               | Frank Vandenbroucke    | Adrie van der Poel     |
| 1995 | Johan Museeuw               | Arvis Piziks           | Edwig Van Hooydonck    |
| 1996 | Erik Breukink               | Wim Vansevenant        | Thomas Fleischer       |
| 1997 | Andreï Tchmil               | Marc Wauters           | Lars Michaelsen        |
| 1998 | Sergei Walerjewitsch Iwanow | Wilfried Peeters       | Kurt Van De Wouwer     |
| 1999 | Sergei Walerjewitsch Iwanow | Christophe Detilloux   | Berry Hoedemakers      |
| 2000 | Michel Vanhaecke            | Andreï Tchmil          | Scott Sunderland       |
| 2001 | Serge Baguet                | Vincent Cali           | Iwajlo Gabrowski       |
| 2002 | Christophe Brandt           | Geoffrey Demeyere      | Marc Streel            |
| 2003 | Matthé Pronk                | Bert Hiemstra          | Christophe Brandt      |
| 2004 | Stefan Schumacher           | Geoffrey Demeyere      | Bert Scheirlinckx      |
| 2005 | Leonardo Duque              | Nick Nuyens            | Piotr Wadecki          |
| 2006 | Russell Downing             | Gabriel Rasch          | Nikolas Maes           |
| 2007 | Roy Sentjens                | Nikolas Maes           | Johnny Hoogerland      |
| 2008 | Dominic Klemme              | Jonas Van Genechten    | Johnny Hoogerland      |
| 2009 | Aleksejs Saramotins         | Bert De Waele          | Bert Scheirlinckx      |
| 2010 | Bjorn Leukemans             | Marco Marcato          | Preben Van Hecke       |
| 2011 | Bjorn Leukemans             | Davy Commeyne          | Jurgen Van Goolen      |
| 2012 | Bjorn Leukemans             | Dmitri Murawjow        | Johnny Hoogerland      |
| 2013 | Bjorn Leukemans             | Jurgen Van Goolen      | Kenneth Vanbilsen      |
| 2014 | Jonas Van Genechten         | Jasper De Buyst        | Tom Van Asbroeck       |
| 2015 | Jérôme Baugnies             | Marco Marcato          | Sean De Bie            |
| 2016 | Jérôme Baugnies             | Huub Duyn              | Marco Marcato          |
| 2017 | Jérôme Baugnies             | Amund Grøndahl Jansen  | Xandro Meurisse        |
| 2018 | Xandro Meurisse             | Oscar Riesebeek        | Jimmy Janssens         |
| 2019 | Arvid de Kleijn             | Gianni Vermeersch      | Tom Van Asbroeck       |
| 2020 | Florian Sénéchal            | Dries De Bondt         | Mathieu van der Poel   |
| 2021 | Remco Evenepoel             | Mikkel Frølich Honoré  | Aimé De Gendt          |
| 2022 | Matis Louvel                | Arnaud Démare          | Dries Van Gestel       |
| 2023 | Victor Campenaerts          | Rasmus Tiller          | Jasper De Buyst        |
| 2024 | Jelte Krijnsen              | Matis Louvel           | Jenthe Biermans        |